# Hôpital du Saint-Esprit (Nuremberg)
Pour les articles homonymes, voir Hôpital du Saint-Esprit.

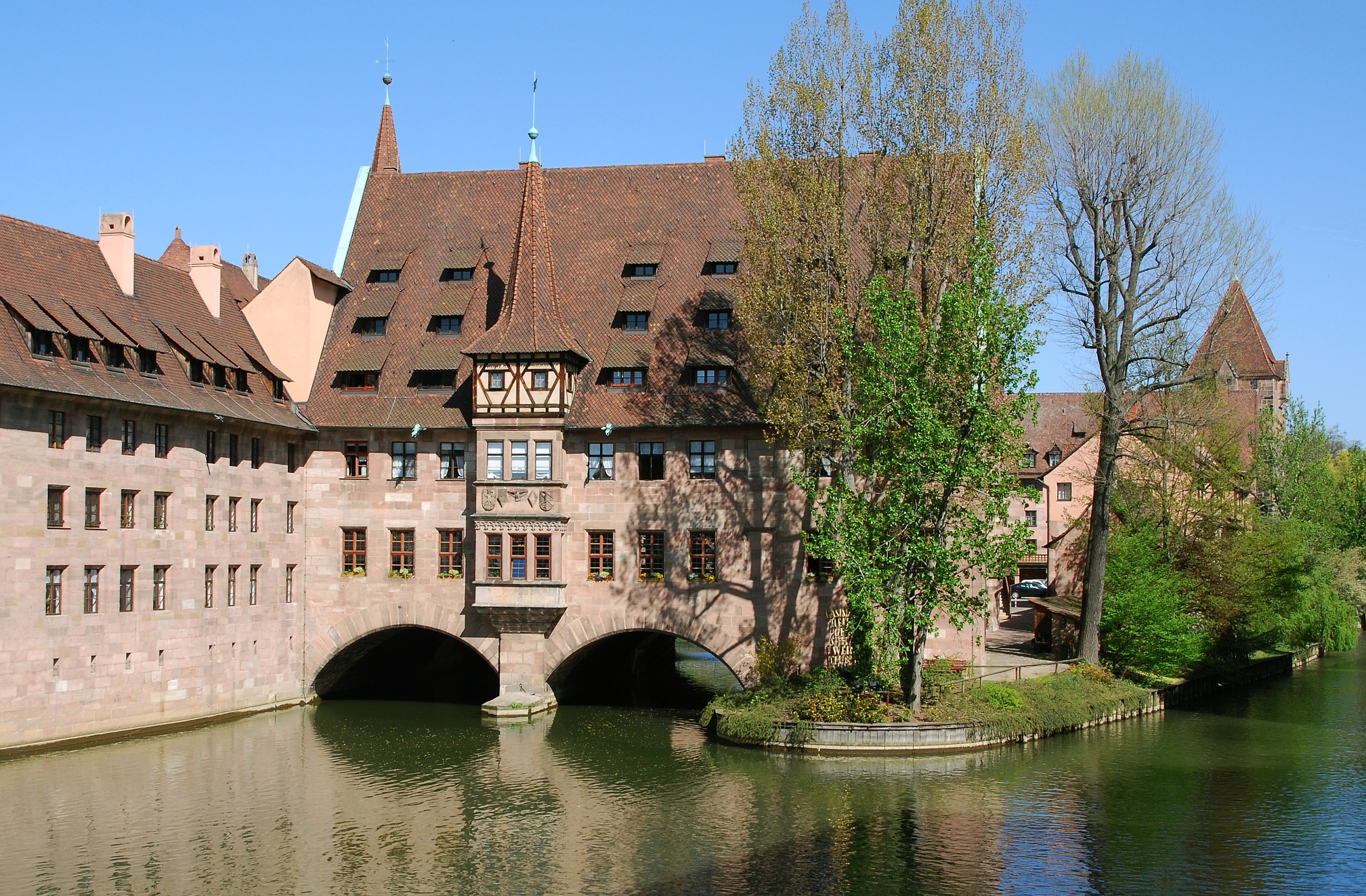
Le Heilig-Geist-Spital vu de l'ouest (2007)

Le Heilig-Geist-Spital (Hôpital du Saint-Esprit) à Nuremberg (familièrement souvent HeiGei ) était la plus grande installation urbaine pour le soin des malades et (surtout) des personnes âgées dans la ville impériale. L'hôpital a été en partie construit sur le lit de la rivière Pegnitz. Il a été offert par Konrad Groß, le citoyen le plus riche de Nuremberg à l'époque. 
Il est connu comme ayant été le dépositaire des insignes impériaux, conservés à Nuremberg de 1424 à 1796. 

## Histoire

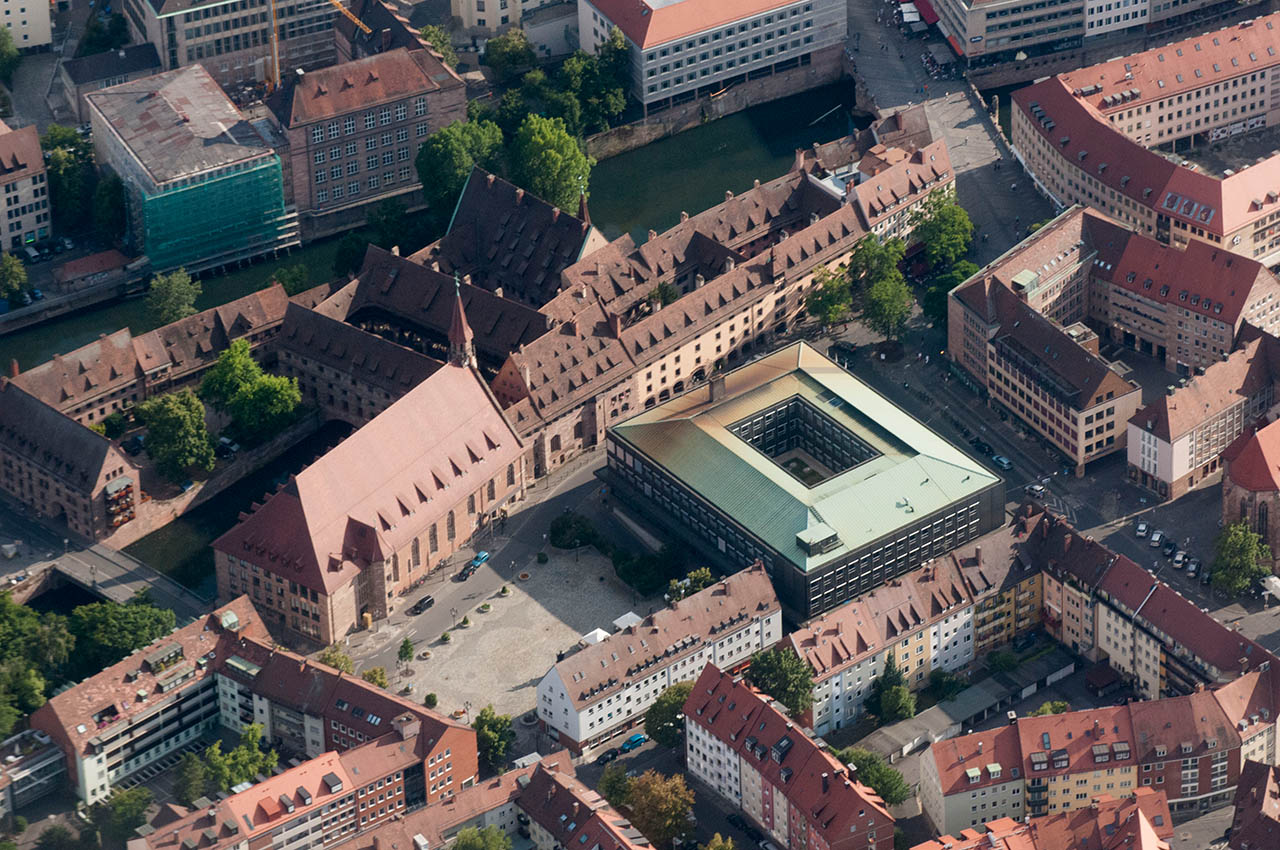
Vue aérienne

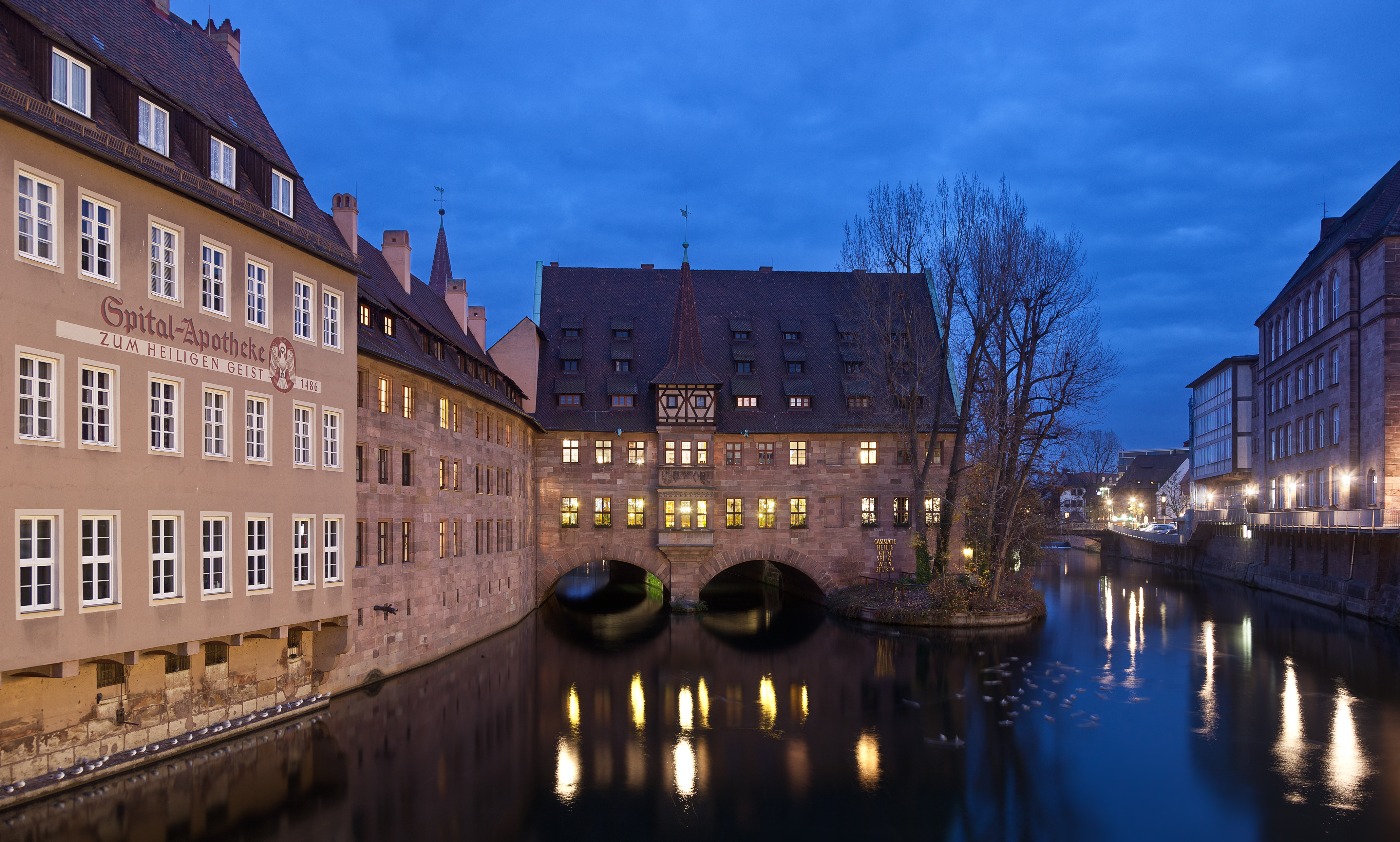
Heilig-Geist-Spital le soir avec la pharmacie de l'hôpital sur la gauche

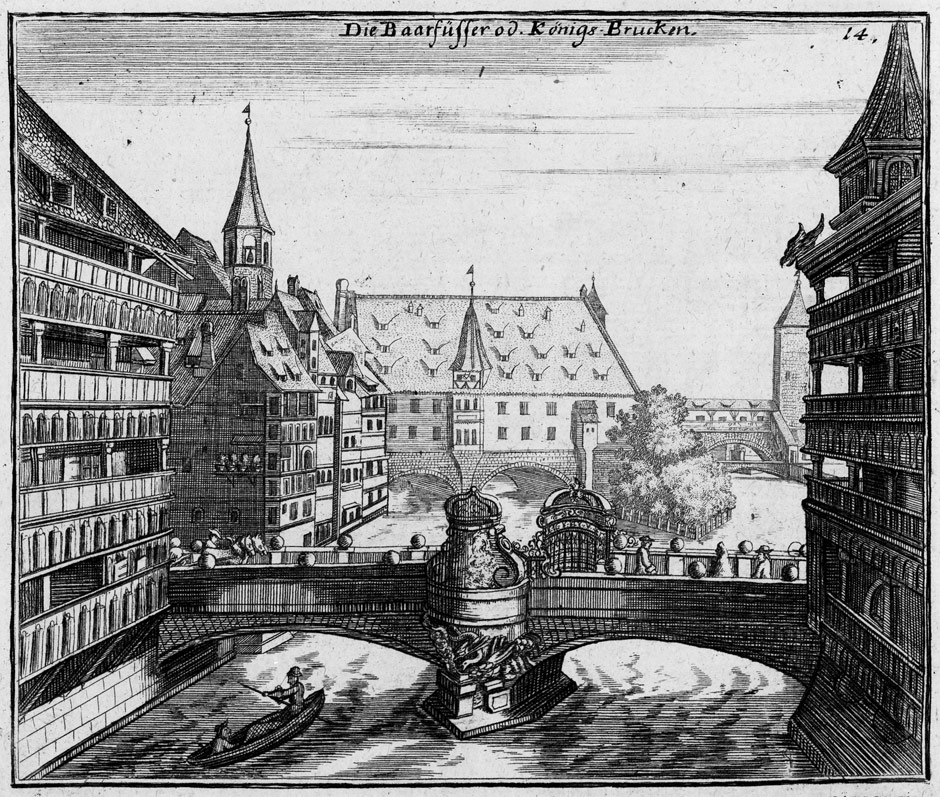
vers 1730

L'hôpital a été construit en 1339 avec une église en tant que soi-disant infirmerie, qui, comme dans toutes les villes médiévales, a été consacrée au Saint-Esprit. C'était une fondation privée appartenant à la ville et gérée par les franciscains. Il servait de foyer pour personnes âgées et handicapées, comme bâtiment scolaire, hôpital avec pharmacie et maternité. Après la mort du bienveillant patricien Groß en 1356, qui trouva sa dernière demeure dans l'église de l'hôpital, la collégiale du Saint-Esprit (aujourd'hui sa tombe est placée dans la cour), le complexe fut agrandi par des dons. 
Les insignes impériaux étaient conservés dans l'église de l'hôpital depuis que le roi Sigismond les avait confiés à la ville impériale libre de Nuremberg «pour une garde perpétuelle» depuis 1423, après avoir été pour la plupart du temps transportés avec les empereurs lors de leurs voyages à travers l'empire. Ceux-ci comprenaient la couronne impériale, l'orbe impérial, le sceptre, l'épée impériale et de cérémonie, la  lance sacrée et les insignes de couronnement. Une fois par an, ils étaient montrés aux habitants de Nuremberg dans le cadre d'une instruction de guérison. Avant chaque couronnement impérial, ils étaient amenés à Francfort-sur-le-Main, puis de nouveau ramenés dans une escorte solennelle et bien gardée. Aujourd'hui, ils sont exposés à la Hofburg de Vienne.
En 1420 fut construite la chapelle de Tous les Saints (en allemand :  Allerheiligenkapelle, également : Valznerkapelle). 
Après la prise du pouvoir du NSDAP, Nuremberg devait voir renforcé son caractère architectural "ancien allemand" et les traces d'historicisme devaient être éliminées. Dans ce contexte, l'architecte Julius Lincke a donné à l'aile du pont deux étages supplémentaires en baie et une tourelle pointue à partir d'un ancien modèle en 1938–39. 

## Seconde Guerre Mondiale et reconstruction
Après la destruction de l'église du Saint-Esprit pendant la Seconde Guerre mondiale, celle-ci n'a pas été reconstruite en utilisant les matériaux d'origine, contrairement aux autres bâtiments de l'hôpital. Les autres parties du bâtiment ont également été durement touchées par les bombardements en 1945. L'hôpital a été détruit à l'exception des murs du rez-de-chaussée; de l'aile du pont, seules les structures en arc sur le Pegnitz et les vestiges des murs extérieurs subsistaient. La reconstruction a eu lieu ici entre 1951 et 1953, sous Julius Lincke, qui était responsable de la préservation du monument de Nuremberg depuis 1937. La pittoresque tourelle vitrée avec sa tour pointue a également été reconstruite. De 1960 à 1963, sous la direction de Lincke, la Heilig-Geist-Kirche a également été reconstruite, mais uniquement son aspect extérieur. À l'intérieur, le bâtiment a servi de salle de bal, de centre d'étude et de lieu de conférence, mais possède une chapelle intégrée à l'étage supérieur de l'hôpital, qui continue d'être utilisée à des fins d'église par la paroisse de St. Lorenz, même après que la ville a repris la propriété du bâtiment en 2003. 
Le Heilig-Geist-Spital est utilisé comme résidence pour personnes âgées sous la direction du Nürnbergstift, une institution de la ville de Nuremberg. Au total, dix institutions sont hébergées dans l'édifice.

## Photos

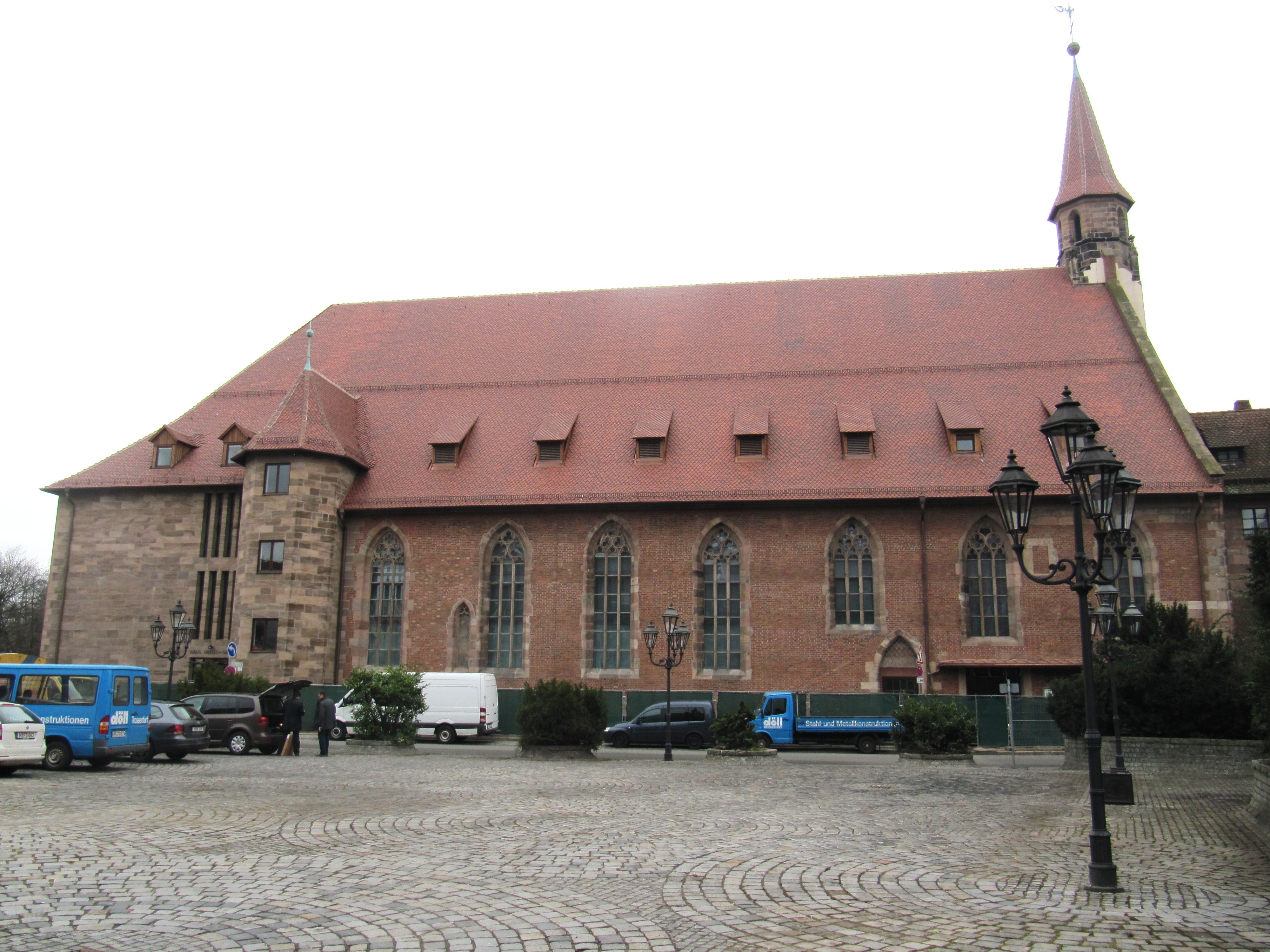
Église du Saint-Esprit
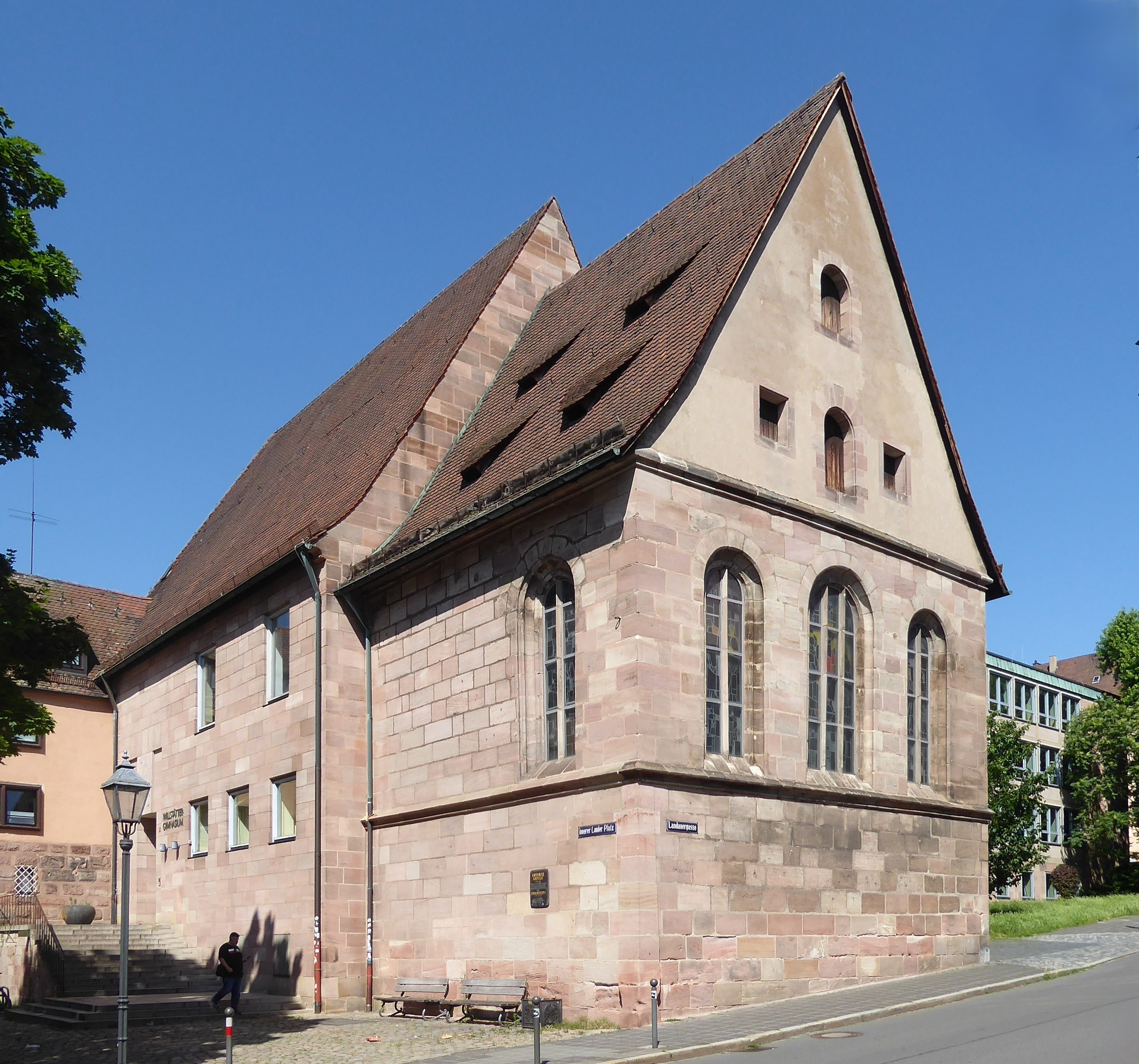
Chapelle de Tous les Saints (Chapelle de Valzner)
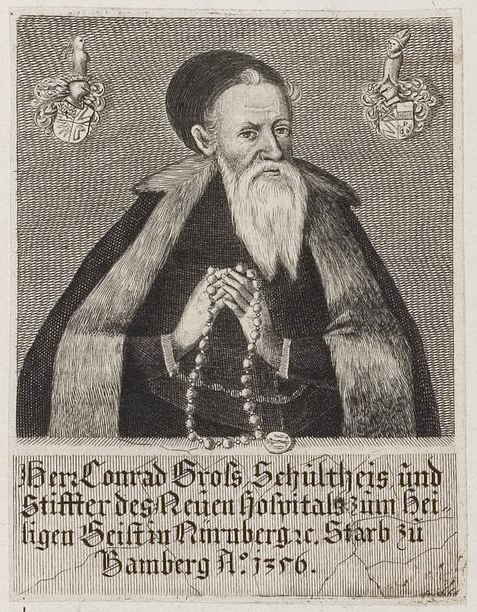
Konrad Groß (vers 1280-1356), conseiller et commerçant, fondateur de l'hôpital
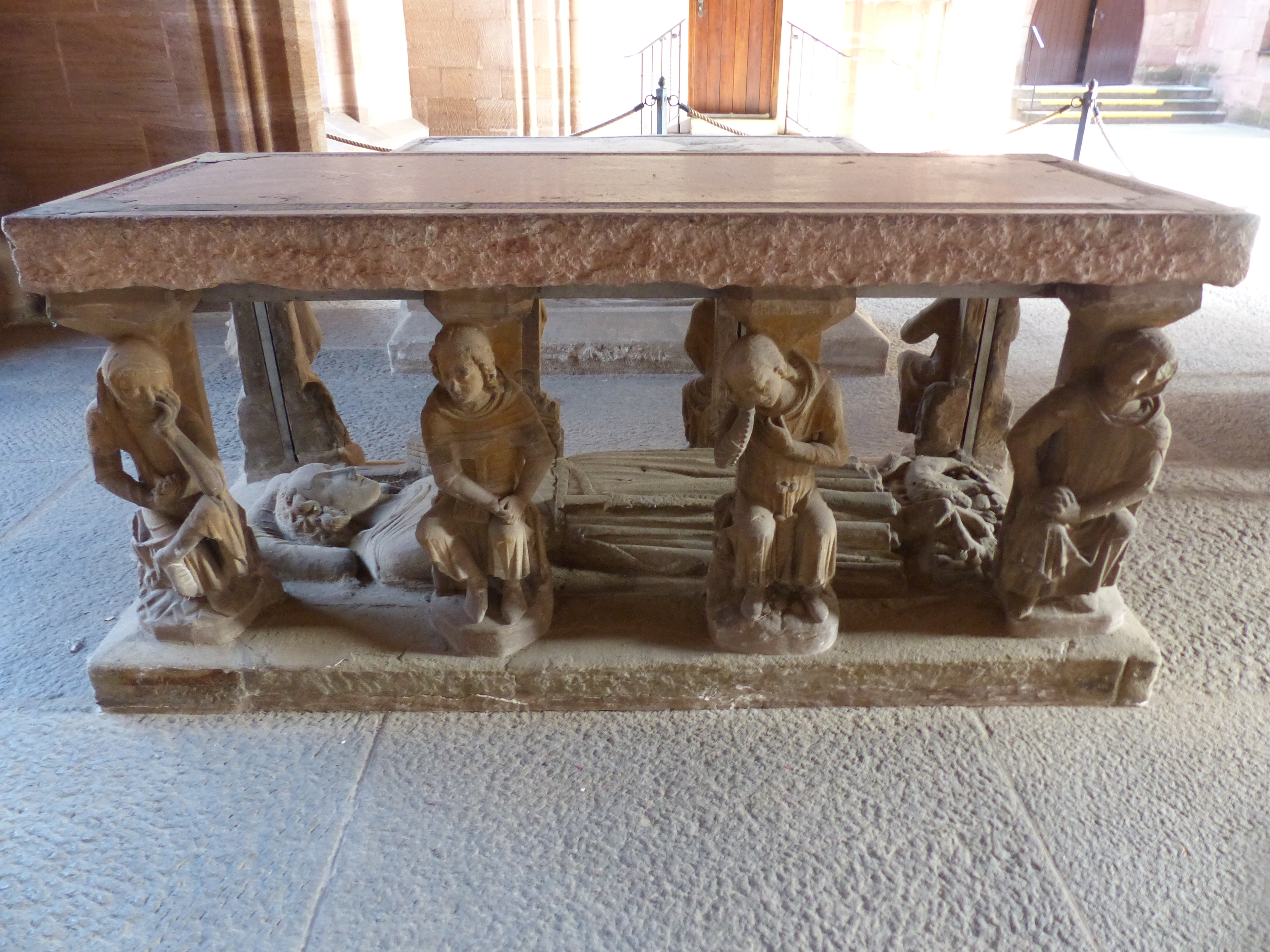
Table tombale de Konrad Groß
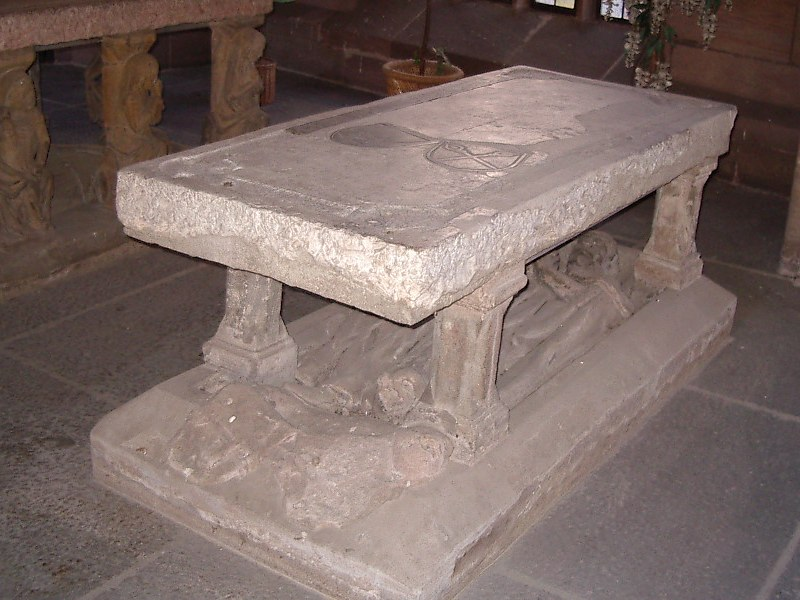
Table tombale de Herdegen Valzner

## Littérature
- Julius Lincke: Travaux de rénovation du Heilig-Geist-Spital à Nuremberg. Dans: Zentralblatt der Bauverwaltung, 60. Volume, n ° 43/44 (26. Octobre 1940), p. 705-712.
- Annamaria Böckel: Saint-Esprit à Nuremberg. Fondation de l'hôpital et dépositaire des insignes impériaux . Böckel, Nürnberg 1990 (= Nürnberger Schriften. Volume 4),  (ISBN 3-87191-146-1) .
- Ulrich Knefelkamp : Le Heilig-Geist-Spital à Nuremberg du 14 au 17. Siècle. Histoire, structure, vie quotidienne . Auto-publié par l'Association pour l'histoire de la ville de Nuremberg, Nuremberg 1989 (= Nürnberger Forschungen, 26),  (ISBN 3-87191-144-5) .

## Liens web
- Heilig-Geist-Spital Nuremberg
- Certificat d'honneur de l'empereur Louis de Bavière sur la fondation du Heilig-Geist-Spital à Nuremberg en copie numérique haute résolution dans le portail de la culture Bavarikon
- Œuvre de Georg Löhlein sur l'acte de fondation
- Histoire du Heilig-Geist-Spital
- Certificat de l'empereur Louis de Bavière pour le Heilig-Geist-Spital, Digitalisat
- Chemin du cadran solaire de Nuremberg de la Société astronomique de Nuremberg e.   V.: Quartier 13 et Quartier 14: Heilig-Geist-Spital

## Source de traduction
- (de) Cet article est partiellement ou en totalité issu de l’article de Wikipédia en allemand intitulé « Heilig-Geist-Spital (Nürnberg) » (voir la liste des auteurs).